# Meat Loafs diskografi
Den amerikanske rocksanger Meat Loafs diskografi består af 12 studiealbummer, 5 livealbummer, 7 opsamlingsalbummer og 39 singler. Han var særligt brømt for sin Bat Out of Hell-trilogi, der består af Bat Out of Hell (1977), Bat Out of Hell II: Back into Hell (1993) og Bat Out of Hell III: The Monster Is Loose (2006). Førstnævnte er et af de bedst sælgende albums nogensinde med over 43 mio. albums solgt.

## Albums

### Soloalbums
| Titel                                                    | Albumdetaljer                                                                                                  | Højeste hitlisetplacering | Højeste hitlisetplacering | Højeste hitlisetplacering | Højeste hitlisetplacering | Højeste hitlisetplacering | Højeste hitlisetplacering | Højeste hitlisetplacering | Højeste hitlisetplacering | Højeste hitlisetplacering | Højeste hitlisetplacering | Certificeringer                                                                    |
| Titel                                                    | Albumdetaljer                                                                                                  | US                        | AUS                       | GER                       | IRE                       | NL                        | NZ                        | NOR                       | SWE                       | SWI                       | UK                        | Certificeringer                                                                    |
| -------------------------------------------------------- | --- | ------------------------- | ------------------------- | ------------------------- | ------------------------- | ------------------------- | ------------------------- | ------------------------- | ------------------------- | ------------------------- | ------------------------- | ---------------------------------------------------------------------------------- |
| Bat Out of Hell                                          | - Udgivet: 21 October 1977 - Pladeselskab: Cleveland International / Epic                                      | 14                        | 1                         | 11                        | 1                         | 1                         | 1                         | 3                         | 13                        | —                         | 9                         | - RIAA: Diamond (14× Platin) - ARIA: 25× Platin - BPI: 11× Platin - MC: 2× Diamond |
| Dead Ringer                                              | - Udgivet: 4 September 1981 - Pladeselskab: Epic                                                               | 45                        | 5                         | 8                         | —                         | 10                        | 2                         | 10                        | 1                         | —                         | 1                         | - ARIA: Guld - BPI: Platin - MC: Guld                                              |
| Midnight at the Lost and Found                           | - Udgivet: May 1983 - Pladeselskab: Epic                                                                       | —                         | 84                        | 26                        | —                         | —                         | —                         | 7                         | 21                        | —                         | 7                         | - BPI: Guld                                                                        |
| Bad Attitude                                             | - Udgivet: November 1984 - Pladeselskab: Arista                                                                | 74                        | 42                        | 24                        | —                         | —                         | —                         | —                         | 36                        | —                         | 8                         | - BPI: Guld                                                                        |
| Blind Before I Stop                                      | - Udgivet: September 1986 - Pladeselskab: Atlantic                                                             | —                         | —                         | 51                        | —                         | —                         | —                         | —                         | 36                        | 21                        | 28                        | - BPI: Silver                                                                      |
| Bat Out of Hell II: Back into Hell                       | - Udgivet: 14 September 1993 - Pladeselskab: MCA                                                               | 1                         | 1                         | 1                         | 1                         | 1                         | 1                         | 2                         | 1                         | 1                         | 1                         | - RIAA: 5× Platin - ARIA: 4× Platin - BPI: 6× Platin - MC: 9× Platin               |
| Welcome to the Neighbourhood                             | - Udgivet: 14 November 1995 - Pladeselskab: MCA                                                                | 17                        | 10                        | 10                        | 4                         | 28                        | 17                        | 12                        | 22                        | 10                        | 3                         | - RIAA: Platin - ARIA: Guld - BPI: Platin - MC: Platin                             |
| Couldn't Have Said It Better                             | - Udgivet: 23 September 2003 - Pladeselskab: Polydor                                                           | 85                        | 28                        | 8                         | 16                        | 36                        | 17                        | —                         | 26                        | 44                        | 4                         | BPI: Guld                                                                          |
| Bat Out of Hell III: The Monster Is Loose                | - Udgivet: 20 October 2006 - Pladeselskab: Virgin, Mercury                                                     | 8                         | 9                         | 2                         | 16                        | 7                         | 5                         | 6                         | 10                        | 3                         | 3                         | - RIAA: Guld - ARIA: Guld - BPI: Platin - MC: Platin                               |
| Hang Cool Teddy Bear                                     | - Udgivet: 19 April 2010 - Pladeselskab: Mercury                                                               | 27                        | 16                        | 4                         | 28                        | 23                        | 5                         | 16                        | 21                        | 4                         | 4                         | BPI: Silver                                                                        |
| Hell in a Handbasket                                     | - Udgivet: 30 September 2011 (AUS/NZ) / 2 December 2011 (Germany) / February 2012 (UK/US) - Pladeselskab: Sony | 100                       | 20                        | 29                        | 51                        | 62                        | 39                        | —                         | —                         | 49                        | 5                         |                                                                                    |
| Braver Than We Are                                       | - Udgivet: 9 September 2016 (EU) / 19 September 2016 (UK/US) - Pladeselskab: Caroline, 429                     | 31                        | 17                        | 7                         | 43                        | 13                        | —                         | —                         | —                         | 19                        | 4                         |                                                                                    |
| "—" denotes album that did not chart or was not released | |                           |                           |                           |                           |                           |                           |                           |                           |                           |                           |                                                                                    |

### Som Stoney & Meatloaf
| Titel                                | Albumdetaljer                                      | Højeste hitlisteplacering |
| Titel                                | Albumdetaljer                                      | NL                        |
| ------------------------------------ | -------------------------------------------------- | ------------------------- |
| Stoney & Meatloaf (med Shaun Murphy) | - Udgivet: October 1971 - Pladeselskab: Rare Earth | 25                        |

### Livealbums
| Titel                                                                     | Albumdetaljer                                           | Højeste hitlisteplacering | Højeste hitlisteplacering | Højeste hitlisteplacering | Højeste hitlisteplacering | Certificeringer |
| Titel                                                                     | Albumdetaljer                                           | US                        | GER                       | IRE                       | UK                        | Certificeringer |
| ------------------------------------------------------------------------- | ------------------------------------------------------- | ------------------------- | ------------------------- | ------------------------- | ------------------------- | --------------- |
| Live at Wembley                                                           | - Udgivet: October 1987 - Pladeselskab: Arista          | —                         | —                         | —                         | 60                        |                 |
| Live Around the World                                                     | - Udgivet: November 1996 - Pladeselskab: MCA / Virgin   | —                         | —                         | —                         | —                         |                 |
| VH1: Storytellers                                                         | - Udgivet: 1999 - Pladeselskab: Beyond                  | 129                       | —                         | —                         | —                         |                 |
| Bat Out of Hell: Live with the Melbourne Symphony Orchestra               | - Udgivet: September 2004 - Pladeselskab: Mercury       | —                         | 81                        | 69                        | 14                        | BPI: Guld       |
| 3 Bats Live                                                               | - Udgivet: October 2007 - Pladeselskab: Mercury         | —                         | 72                        | —                         | —                         |                 |
| Guilty Pleasure Tour - Live from Sydney, Australia                        | - Udgivet: October 2012 - Pladeselskab: Store For Music | —                         | —                         | —                         | 177                       |                 |
| "—" denotes the album failed to chart or was not released in that country |                                                         |                           |                           |                           |                           |                 |

### Opsamlingsalbums
| Titel                                                                     | Albumdetaljer                                                             | Højeste hitlisteplacering | Højeste hitlisteplacering | Højeste hitlisteplacering | Højeste hitlisteplacering | Højeste hitlisteplacering | Højeste hitlisteplacering | Højeste hitlisteplacering | Højeste hitlisteplacering | Højeste hitlisteplacering | Certificeringer               |
| Titel                                                                     | Albumdetaljer                                                             | AUS                       | GER                       | IRE                       | NL                        | NZ                        | NOR                       | SWE                       | SWI                       | UK                        | Certificeringer               |
| ------------------------------------------------------------------------- | ------------------------------------------------------------------------- | ------------------------- | ------------------------- | ------------------------- | ------------------------- | ------------------------- | ------------------------- | ------------------------- | ------------------------- | ------------------------- | ----------------------------- |
| Hits Out of Hell                                                          | - Udgivet: 1984 - Pladeselskab: Cleveland International, Epic             | —                         | 53                        | 41                        | —                         | 10                        | —                         | —                         | —                         | 2                         | BPI: Platin                   |
| The Big Ones                                                              | - Udgivet: August 1984 (Australia only) - Pladeselskab: J&B               | 14                        | —                         | —                         | —                         | —                         | —                         | —                         | —                         | —                         |                               |
| Rock 'N' Roll Hero                                                        | - Udgivet: 1987 (UK only) - Pladeselskab: Pickwick                        | —                         | —                         | —                         | —                         | —                         | —                         | —                         | —                         | —                         |                               |
| Prime Cuts                                                                | - Udgivet: 1989 (Europe only) - Pladeselskab: Arista                      | —                         | —                         | —                         | —                         | —                         | —                         | —                         | —                         | —                         |                               |
| Heaven & Hell (med Bonnie Tyler)                                          | - Udgivet: 1989 - Pladeselskab: Columbia                                  | 43                        | —                         | 28                        | —                         | —                         | —                         | —                         | —                         | 9                         | BPI: Platin                   |
| Paradise by the Dashboardlight (The Very Best of)                         | - Udgivet: February 1991 - Pladeselskab: Arcade                           | —                         | —                         | —                         | 23                        | —                         | —                         | —                         | —                         | —                         |                               |
| Meat Loaf and Friends                                                     | - Udgivet: 1992 (Europe only) - Pladeselskab: Epic                        | —                         | —                         | —                         | —                         | —                         | —                         | —                         | —                         | —                         |                               |
| Back from Hell! The Very Best of Meat Loaf                                | - Udgivet: 1993 - Pladeselskab: Columbia                                  | —                         | 5                         | —                         | —                         | —                         | 3                         | —                         | 6                         | —                         |                               |
| Back from Hell Again! − The Very Best of Meat Loaf Vol. 2                 | - Udgivet: August 1994 - Pladeselskab: Columbia                           | —                         | 59                        | —                         | —                         | —                         | —                         | —                         | —                         | —                         |                               |
| Alive in Hell                                                             | - Udgivet: October 1994 - Pladeselskab: Pure Music                        | —                         | —                         | —                         | —                         | —                         | —                         | —                         | —                         | 33                        |                               |
| Definitive Collection                                                     | - Udgivet: 1995 (Europe only) - Pladeselskab: Epic                        | —                         | —                         | —                         | —                         | —                         | —                         | —                         | —                         | —                         |                               |
| Heaven Can Wait – The Best Ballads of Meat Loaf Vol. 1                    | - Udgivet: January 1996 - Pladeselskab: Epic                              | —                         | 30                        | —                         | —                         | —                         | —                         | —                         | —                         | —                         | BPI: Guld                     |
| The Very Best of Meat Loaf                                                | - Udgivet: November 1998 - Pladeselskab: Virgin / Epic                    | —                         | 5                         | 14                        | 29                        | 22                        | —                         | 39                        | —                         | 14                        | - RIAA: Guld - BPI: 2× Platin |
| Heaven Can Wait – The Best of Meat Loaf                                   | - Udgivet: March 2003 - Pladeselskab: EMI Gold                            | —                         | —                         | —                         | —                         | —                         | —                         | —                         | —                         | —                         |                               |
| Fallen Angel                                                              | - Udgivet: June 2003 - Pladeselskab: Epic                                 | —                         | —                         | —                         | —                         | —                         | —                         | —                         | —                         | —                         |                               |
| Piece of the Action: The Best of Meat Loaf                                | - Udgivet: 2009 - Pladeselskab: Camden / Sony BMG                         | —                         | —                         | 80                        | —                         | —                         | —                         | —                         | —                         | 56                        | BPI: Platin                   |
| Hits Out of Hell                                                          | - Re-release / Expanded Version - Udgivet: June 2009 - Pladeselskab: Epic | —                         | —                         | 41                        | —                         | —                         | —                         | —                         | —                         | 10                        | BPI: Platin                   |
| Playlist: The Very Best of Meat Loaf                                      | - Udgivet: October 9, 2012 - Pladeselskab: Epic                           | —                         | —                         | —                         | —                         | —                         | —                         | —                         | —                         | —                         |                               |
| "—" denotes the album failed to chart or was not released in that country |                                                                           |                           |                           |                           |                           |                           |                           |                           |                           |                           |                               |

## Singler
| År                                                                         | Single                                                            | Højeste hitlisteplacering | Højeste hitlisteplacering | Højeste hitlisteplacering | Højeste hitlisteplacering | Højeste hitlisteplacering | Højeste hitlisteplacering | Højeste hitlisteplacering | Højeste hitlisteplacering | Højeste hitlisteplacering | Højeste hitlisteplacering | Højeste hitlisteplacering | Højeste hitlisteplacering | Højeste hitlisteplacering | Højeste hitlisteplacering | Album                                     |
| År                                                                         | Single                                                            | US                        | US Rock                   | AUS                       | BEL                       | CAN                       | GER                       | IRE                       | NL                        | NZ                        | NOR                       | SWE                       | SWI                       | FRA                       | UK                        | Album                                     |
| -------------------------------------------------------------------------- | ----------------------------------------------------------------- | ------------------------- | ------------------------- | ------------------------- | ------------------------- | ------------------------- | ------------------------- | ------------------------- | ------------------------- | ------------------------- | ------------------------- | ------------------------- | ------------------------- | ------------------------- | ------------------------- | ----------------------------------------- |
| 1971                                                                       | "What You See Is What You Get" (Stoney & Meat Loaf)               | 71                        | —                         | —                         | —                         | —                         | —                         | —                         | —                         | —                         | —                         | —                         | —                         | —                         | —                         | Stoney & Meat Loaf                        |
| 1971                                                                       | "It Takes All Kinds of People" (Stoney & Meat Loaf)               | —                         | —                         | —                         | —                         | —                         | —                         | —                         | —                         | —                         | —                         | —                         | —                         | —                         | —                         | Stoney & Meat Loaf                        |
| 1977                                                                       | "You Took the Words Right Out of My Mouth"                        | 39                        | —                         | 3                         | 4                         | 31                        | 22                        | —                         | 4                         | 2                         | —                         | —                         | —                         | —                         | 33                        | Bat Out of Hell                           |
| 1978                                                                       | "Two Out of Three Ain't Bad"                                      | 11                        | —                         | 11                        | —                         | 5                         | —                         | —                         | —                         | 9                         | —                         | —                         | —                         | —                         | 32                        | Bat Out of Hell                           |
| 1978                                                                       | "Paradise by the Dashboard Light"                                 | 39                        | —                         | —                         | 2                         | 11                        | —                         | —                         | 1                         | —                         | —                         | —                         | —                         | —                         | —                         | Bat Out of Hell                           |
| 1978                                                                       | "All Revved Up with No Place to Go"                               | —                         | —                         | —                         | —                         | —                         | —                         | —                         | —                         | —                         | —                         | —                         | —                         | 71                        | —                         | Bat Out of Hell                           |
| 1978                                                                       | "Hot Patootie – Bless My Soul"                                    | —                         | —                         | —                         | —                         | —                         | —                         | —                         | —                         | —                         | —                         | —                         | —                         | —                         | —                         | The Rocky Horror Picture Show             |
| 1979                                                                       | "Bat Out of Hell"                                                 | —                         | —                         | 26                        | —                         | —                         | —                         | 16                        | —                         | —                         | —                         | —                         | —                         | —                         | 15                        | Bat Out of Hell                           |
| 1981                                                                       | "I'm Gonna Love Her for Both of Us"                               | 84                        | —                         | 92                        | —                         | 41                        | —                         | —                         | —                         | 40                        | —                         | —                         | —                         | 58                        | 62                        | Dead Ringer                               |
| 1981                                                                       | "Dead Ringer for Love" (med Cher)                                 | —                         | —                         | 65                        | 33                        | —                         | —                         | 2                         | 32                        | —                         | —                         | 16                        | —                         | —                         | 5                         | Dead Ringer                               |
| 1981                                                                       | "Read 'Em and Weep"                                               | —                         | —                         | —                         | —                         | —                         | —                         | —                         | —                         | —                         | —                         | —                         | —                         | —                         | —                         | Dead Ringer                               |
| 1982                                                                       | "Peel Out"                                                        | —                         | —                         | —                         | —                         | —                         | —                         | —                         | —                         | —                         | —                         | —                         | —                         | —                         | —                         | Dead Ringer                               |
| 1983                                                                       | "If You Really Want To"                                           | —                         | —                         | —                         | —                         | —                         | —                         | —                         | —                         | —                         | —                         | —                         | —                         | —                         | 59                        | Midnight at the Lost and Found            |
| 1983                                                                       | "Razor's Edge"                                                    | —                         | —                         | —                         | —                         | —                         | —                         | —                         | —                         | —                         | —                         | —                         | —                         | —                         | 93                        | Midnight at the Lost and Found            |
| 1983                                                                       | "Midnight at the Lost and Found"                                  | —                         | —                         | —                         | —                         | —                         | —                         | 21                        | —                         | —                         | —                         | —                         | —                         | —                         | 17                        | Midnight at the Lost and Found            |
| 1983                                                                       | "Razor's Edge" [remix]                                            | —                         | —                         | —                         | —                         | —                         | —                         | —                         | —                         | —                         | —                         | —                         | —                         | —                         | 41                        | Midnight at the Lost and Found            |
| 1984                                                                       | "Modern Girl"                                                     | —                         | 41                        | —                         | —                         | —                         | 30                        | 16                        | —                         | —                         | —                         | —                         | —                         | —                         | 17                        | Bad Attitude                              |
| 1984                                                                       | "Nowhere Fast"                                                    | —                         | —                         | —                         | —                         | —                         | —                         | —                         | —                         | —                         | —                         | —                         | —                         | —                         | 67                        | Bad Attitude                              |
| 1984                                                                       | "Surf's Up"                                                       | —                         | —                         | —                         | —                         | —                         | —                         | —                         | —                         | —                         | —                         | —                         | —                         | —                         | —                         | Bad Attitude                              |
| 1985                                                                       | "Piece of the Action"                                             | —                         | —                         | 98                        | —                         | —                         | —                         | —                         | —                         | —                         | —                         | —                         | —                         | —                         | 47                        | Bad Attitude                              |
| 1986                                                                       | "Rock 'n' Roll Mercenaries" (med John Parr)                       | —                         | —                         | —                         | —                         | —                         | —                         | —                         | —                         | —                         | —                         | —                         | —                         | —                         | 31                        | Blind Before I Stop                       |
| 1986                                                                       | "Getting Away with Murder"                                        | —                         | —                         | —                         | —                         | —                         | —                         | —                         | —                         | —                         | —                         | —                         | —                         | —                         | —                         | Blind Before I Stop                       |
| 1987                                                                       | "Blind Before I Stop"                                             | —                         | —                         | —                         | —                         | —                         | —                         | —                         | —                         | —                         | —                         | —                         | —                         | —                         | 89                        | Blind Before I Stop                       |
| 1987                                                                       | "Special Girl"                                                    | —                         | —                         | —                         | —                         | —                         | —                         | —                         | —                         | —                         | —                         | —                         | —                         | —                         | 81                        | Blind Before I Stop                       |
| 1987                                                                       | "Bat Out of Hell" [live]                                          | —                         | —                         | —                         | —                         | —                         | —                         | —                         | —                         | —                         | —                         | —                         | —                         | —                         | —                         | Live at Wembley                           |
| 1987                                                                       | "A Time for Heroes" (med Brian May)                               | —                         | —                         | —                         | —                         | —                         | —                         | —                         | —                         | —                         | —                         | —                         | —                         | —                         | —                         | Non-album single                          |
| 1988                                                                       | "Paradise by the Dashboard Light" (med Ellen Foley) [re-release]  | —                         | —                         | —                         | —                         | —                         | —                         | —                         | 3                         | —                         | —                         | —                         | —                         | —                         | —                         | Non-album single                          |
| 1991                                                                       | "Dead Ringer for Love" [re-release]                               | —                         | —                         | —                         | —                         | —                         | —                         | 28                        | —                         | —                         | —                         | —                         | —                         | —                         | 53                        | Bat Out of Hell: Re-Vamped                |
| 1992                                                                       | "Two Out of Three Ain't Bad" [re-release]                         | —                         | —                         | —                         | —                         | —                         | —                         | 25                        | —                         | —                         | —                         | —                         | —                         | —                         | 69                        | Bat Out of Hell: Re-Vamped                |
| 1993                                                                       | "Bat Out of Hell" [re-release]                                    | —                         | —                         | 79                        | —                         | —                         | —                         | 16                        | —                         | —                         | —                         | —                         | —                         | —                         | 8                         | Bat Out of Hell: Re-Vamped                |
| 1993                                                                       | "Paradise by the Dashboard Light" (med Ellen Foley) [re-release]  | —                         | —                         | —                         | —                         | —                         | —                         | —                         | 25                        | —                         | —                         | —                         | —                         | —                         | —                         | Bat Out of Hell: Re-Vamped                |
| 1993                                                                       | "I'd Do Anything for Love (But I Won't Do That)"                  | 1                         | 10                        | 1                         | 1                         | 1                         | 1                         | 1                         | 1                         | 1                         | 1                         | 1                         | 1                         | 4                         | 1                         | Bat Out of Hell II: Back into Hell        |
| 1993                                                                       | "Life Is a Lemon and I Want My Money Back" [promo]                | —                         | 17                        | —                         | —                         | —                         | —                         | —                         | —                         | —                         | —                         | —                         | —                         | —                         | —                         | Bat Out of Hell II: Back into Hell        |
| 1994                                                                       | "Rock and Roll Dreams Come Through"                               | 13                        | 25                        | 18                        | 23                        | 4                         | 26                        | 19                        | 26                        | 6                         | —                         | 18                        | —                         | —                         | 11                        | Bat Out of Hell II: Back into Hell        |
| 1994                                                                       | "Objects in the Rear View Mirror May Appear Closer than They Are" | 38                        | —                         | 52                        | —                         | 26                        | 90                        | —                         | —                         | 32                        | —                         | —                         | —                         | —                         | 26                        | Bat Out of Hell II: Back into Hell        |
| 1995                                                                       | "I'd Lie for You (And That's the Truth)" (med Patti Russo)        | 13                        | —                         | 7                         | 10                        | 11                        | 17                        | 4                         | 9                         | 14                        | 10                        | 9                         | 24                        | —                         | 2                         | Welcome to the Neighbourhood              |
| 1996                                                                       | "Not a Dry Eye in the House"                                      | 82                        | —                         | —                         | —                         | —                         | 93                        | 23                        | —                         | —                         | —                         | —                         | —                         | —                         | 7                         | Welcome to the Neighbourhood              |
| 1996                                                                       | "Runnin' for the Red Light (I Gotta Life)"                        | —                         | —                         | —                         | —                         | —                         | —                         | —                         | —                         | —                         | —                         | —                         | —                         | —                         | 21                        | Welcome to the Neighbourhood              |
| 1998                                                                       | "A Kiss Is a Terrible Thing to Waste" (featuring Bonnie Tyler)    | —                         | —                         | —                         | —                         | —                         | —                         | —                         | —                         | —                         | —                         | —                         | —                         | —                         | —                         | The Very Best of Meat Loaf                |
| 1999                                                                       | "Is Nothing Sacred" (med Patti Russo)                             | —                         | —                         | —                         | —                         | —                         | —                         | —                         | —                         | —                         | —                         | —                         | —                         | —                         | 15                        | VH1: Storytellers                         |
| 2003                                                                       | "Did I Say That?"                                                 | —                         | —                         | —                         | —                         | —                         | 18                        | —                         | —                         | —                         | —                         | —                         | 56                        | —                         | —                         | Couldn't Have Said It Better              |
| 2003                                                                       | "Couldn't Have Said It Better" (med Patti Russo)                  | —                         | —                         | —                         | —                         | —                         | 80                        | —                         | 43                        | —                         | —                         | —                         | —                         | —                         | 31                        | Couldn't Have Said It Better              |
| 2003                                                                       | "Man of Steel" (med Pearl Aday)                                   | —                         | —                         | —                         | —                         | —                         | —                         | —                         | —                         | —                         | —                         | —                         | —                         | —                         | 21                        | Couldn't Have Said It Better              |
| 2006                                                                       | "It's All Coming Back to Me Now" (med Marion Raven)               | —                         | —                         | —                         | —                         | —                         | 7                         | 34                        | 15                        | —                         | 1                         | —                         | 21                        | —                         | 6                         | Bat Out of Hell III: The Monster Is Loose |
| 2006                                                                       | "Blind As a Bat"                                                  | —                         | —                         | —                         | —                         | —                         | —                         | —                         | —                         | —                         | —                         | —                         | —                         | —                         | —                         | Bat Out of Hell III: The Monster Is Loose |
| 2007                                                                       | "Cry Over Me"                                                     | —                         | —                         | —                         | —                         | —                         | —                         | —                         | —                         | —                         | —                         | —                         | —                         | —                         | 47                        | Bat Out of Hell III: The Monster Is Loose |
| 2010                                                                       | "Los Angeloser"                                                   | —                         | —                         | —                         | —                         | —                         | —                         | —                         | —                         | —                         | —                         | —                         | —                         | —                         | 107                       | Hang Cool Teddy Bear                      |
| 2010                                                                       | "If I Can't Have You"                                             | —                         | —                         | —                         | —                         | —                         | —                         | —                         | —                         | —                         | —                         | —                         | —                         | —                         | —                         | Hang Cool Teddy Bear                      |
| 2010                                                                       | "Peace on Earth"                                                  | —                         | —                         | —                         | —                         | —                         | —                         | —                         | —                         | —                         | —                         | —                         | —                         | —                         | —                         | Hang Cool Teddy Bear                      |
| 2011                                                                       | "All of Me"                                                       | —                         | —                         | —                         | —                         | —                         | —                         | —                         | —                         | —                         | —                         | —                         | —                         | —                         | —                         | Hell in a Handbasket                      |
| 2016                                                                       | "Going All the Way" (med Ellen Foley and Karla DeVito)            | —                         | —                         | —                         | —                         | —                         | —                         | —                         | —                         | —                         | —                         | —                         | —                         | —                         | —                         | Braver Than We Are                        |
| 2016                                                                       | "Speaking in Tongues"                                             | —                         | —                         | —                         | —                         | —                         | —                         | —                         | —                         | —                         | —                         | —                         | —                         | —                         | —                         | Braver Than We Are                        |
| "—" denotes the single failed to chart or was not released in that country |                                                                   |                           |                           |                           |                           |                           |                           |                           |                           |                           |                           |                           |                           |                           |                           |                                           |

## Video
- 1984: Hits Out of Hell
- 1985: Bad Attitude – Live!
- 1986: Live
- 1993: Bat Out of Hell II: Picture Show
- 1999: VH1: Storytellers
- 2004: Bat Out of Hell: Live with the Melbourne Symphony Orchestra
- 2007: 3 Bats Live DVD and Blu-ray (UK only)
- 2009: Bat Out of Hell: The Original Tour
- 2012: Live in Sydney

## Gæsteoptræden
- 1975: The Rocky Horror Picture Show Soundtrack: "Hot Patootie"
- 1976: Free-for-All: "Writing on the Wall", "Street Rats", "Together", "Hammerdown", "I Love You So I Told You a Lie"
- 1994: The Glory of Gershwin: "Somebody Loves Me"
- 1998: Chef Aid: The South Park Album: "Tonight is Right for Love"
- 2006: The Pick of Destiny: "Kickapoo"